# Place Urquinaona
La place Urquinaona (en catalan : plaça Urquinaona) est une place publique de Barcelone.

## Situation
Elle est située dans la partie est de l'Eixample et marque la limite entre les quartiers Sant Pere, Santa Caterina i la Ribera et la vieille-ville de Barcelone. C'est le point de jonction entre la ronda de Sant Pere, qui traverse la place en diagonale et la relie à celle de Catalogne, la Via Laietana et les rues Ausiàs March, Fontanella, des Jonquères, Pau Claris, Roger de Llúria et de Trafalgar.

## Histoire

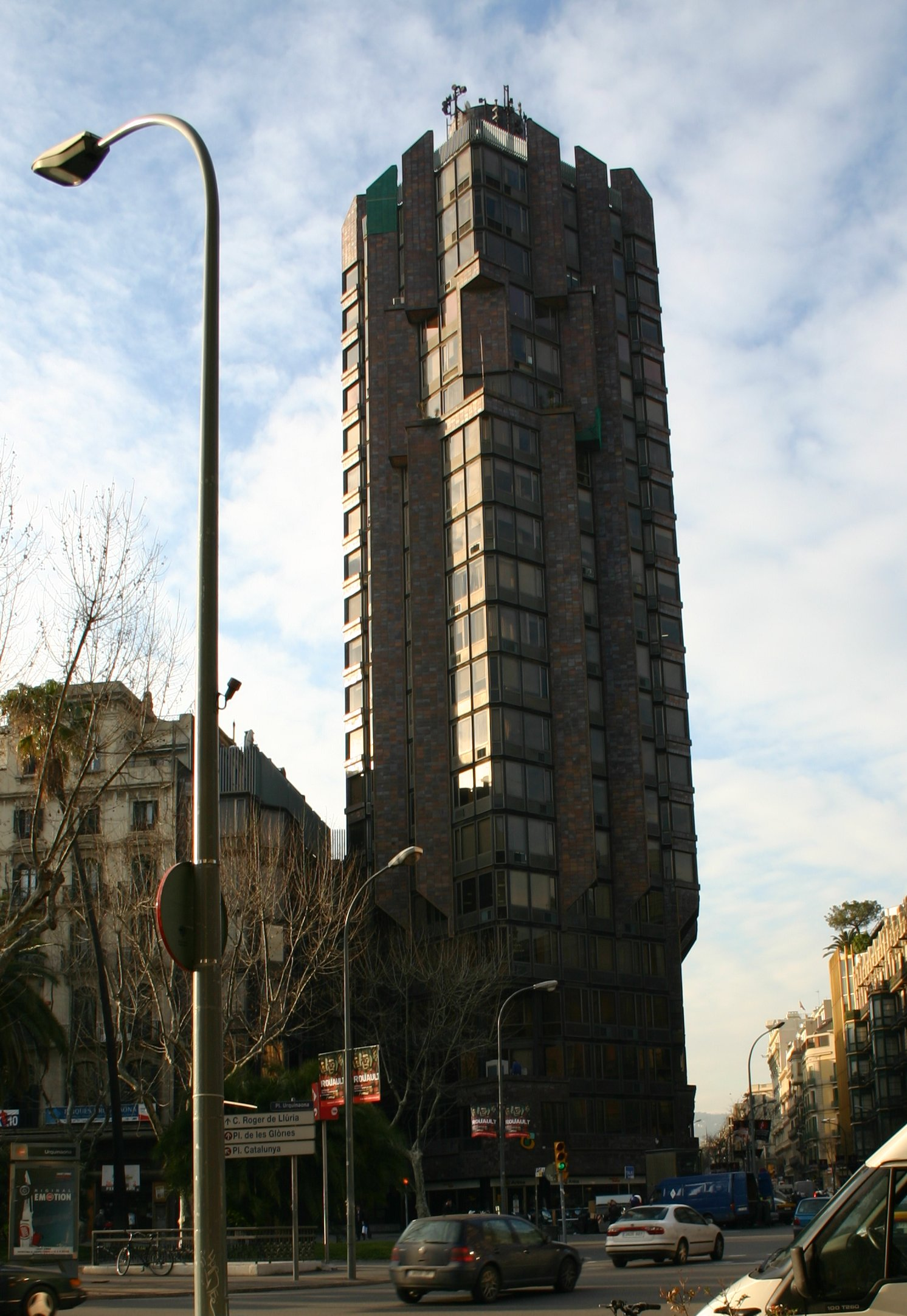
Tour Urquinaona.

La place est créée en 1857 après la démolition des bastions de Saint-Pierre et de Jonquères.

## Dénomination
Nommée dans un premier temps place nouvelle de Jonquères, elle est rebaptisée en l'honneur de José Maria de Urquinaona y Vidot (1813-1883), évêque de Barcelone de 1878 à 1883.

## Urbanisme et monuments
La place de forme rectangulaire occupe une surface de 18 050 m2 comprenant une zone centrale occupée par des jardins arborés où se trouve la fontaine del Noi dels Càntirs du sculpteur Josep Campeny i Santamaria.
Le théâtre Borràs, situé à l'angle avec la rue de Trafalgar, est abrité dans un édifice art déco datant de 1931.
La tour Urquinaona, qui s'élève au nord de la place à l'angle avec la rue Roger de Llúria, est un édifice de 70 m de hauteur construit entre 1966 et 1975 dans un style rationaliste.

## Transports
La place est desservie par la station Urquinaona où se croisent les lignes 1 et 4 du métro de Barcelone.